# Фотонно-кристаллическая гетероструктура
Фотонно-кристаллическая гетероструктура сокр. ФКГ (англ. photonic crystal heterostructure, сокр. PCH) — структура, содержащая не менее двух фотонных кристаллов с различными фотонными запрещенными зонами, находящихся в оптическом контакте.

## Описание
Фотонно-кристаллические гетероструктуры формируют из двух находящихся в контакте фотонных кристаллов, отличающихся либо показателями преломления компонентов, либо геометрией фотонной кристаллической решетки. С использованием ФКГ созданы волноводы с малыми потерями, резонаторы с рекордными добротностями, высокоэффективные фильтры, частотные селекторы, поляризационные делители.
В наибольшей степени исследованы ФКГ в планарных фотонных кристаллах (ФК). Они состоят из находящихся в оптическом контакте планарных ФК, постоянные решетки которых незначительно отличаются друг от друга. Типичная разница в постоянных кристаллических решеток ФК лежит в диапазоне единиц нанометров. Поскольку при изменении периода решетки изменяется положение и ширина запрещенной зоны, появляются новые возможности для управления фотонами. В частности, волноводы и резонаторы создаются из прозрачного на рабочей длине волны ФК, окруженного другим ФК с запрещенной зоной на рабочей длине волны.